# Valentín Galarza Morante
Valentín Galarza Morante (El Puerto de Santa María, 1882 - Madrid, 1951) va ser un militar i polític espanyol, Conseller Nacional designat i procurador en les Corts Espanyoles durant la primera legislatura del període franquista Va intervenir activament en la conspiració preparatòria de la revolta de l'exèrcit contra la Segona República en 1936, fent d'enllaç entre els generals Franco i Mola.

## Conspiracions
Inicialment fou dels primers partidaris de José Sanjurjo, havia estat involucrat en la seva fallida rebel·lió de 1932, tot i que no hi havia proves suficients per portar-lo a judici. Després de la revolta es va involucrar en l'intent de reclutar secretament oficials superiors per a una revolta futura, i un dels objectius serà el seu amic Francisco Franco. Es va convertir en un dels fundadors membre de la Unión Militar Española i va mantenir el grup en contacte amb les conspiracions ja empreses per Juan Antonio Ansaldo i Juan Vigón Suero-Díaz. Com a conseqüència del seu ampli cercle de contactes va passar a formar part del grup conspiratiu d'oficials al voltant de Franco i Emilio Mola. Va ser vital per a Franco personalment com a vincle del general amb l'UME.
En 1934 era al centre d'un intent de cop quan es van posar en marxa plans d'Ansaldo per portar en avió el general Sanjurjo de l'exili a Portugal. El pla era que Sanjurjo enllacés amb Juan Yagüe per liderar un cop d'Estat. No obstant això, mentre que els conspiradors esperaven a la casa de Pedro Sainz Rodríguez, però Franco els va dir que la situació encara no era propícia, i el pla es cancel·là. Tanmateix, Galarza continuà sent una figura central en les conspiracions i, situat com era al Ministeri de la Guerra a Madrid, va ser central en la transmissió de missatges entre els generals en l'immediat període previ a la guerra civil espanyola.

## Després de la guerra
El paper de lideratge de Galarza en el traçat de la revolta i la seva bona relació personal amb Franco van assegurar que ell va ser capaç d'ocupar un càrrec del govern després de la guerra civil. En 1939 fou nomenat sotssecretari de la Presidència del Govern i en aquest paper va ser fonamental per mantenir Franco en contacte amb el funcionament intern del govern.
En 1940 rep el nomenament de cap directe de les Milícies de FET y de las JONS, i president del Consell d'Administració del Patrimoni Nacional. El 5 de maig de 1941, va ser nomenat Ministre de la Governació en un moment que Franco volia desempallegar-se de la influència de Ramón Serrano Súñer nomenant prominents antifalangistes al gabinet. Després del seu nomenament, Galarza va ser objecte de nombrosos atacs a la premsa falangista encara que ell va tornar el cop amb l'acomiadament de tots els subsecretaris falangistes del seu departament, principalment Dionisio Ridruejo, que havia escrit un article particularment mordaç contra ell. Tanmateix el que va portar la seva perdició no sols va ser el seu antifalangisme sinó el seu suport a José Enrique Varela Iglesias, que provocarà la seva dimissió en 1942. Franco temia el poder creixent de Varela com a opositor del falangisme quan va renunciar després que els falangistes van atacar monàrquics a la Basílica de Nostra Senyora de Begoña, a Bilbao, i aleshores va tractar d'eliminar els seus partidaris, incloent Galarza, de les posicions d'influència.

## Darrers anys
Procurador en les Corts Espanyoles, designat pel Cap de l'Estat durant la I Legislatura, constituïdes el 16 de març de 1943. Un dels disset procuradors que juntament amb deu personalitats signen el Manifest dels Vint-i-set promogut pel també procurador Joan Ventosa i Calvell amb l'esperança d'una restauració monàrquica en la persona de Joan de Borbó i Battenberg i la reconstrucció del seu vell partit la Lliga Catalana.

## Imputat per crims contra la humanitat i detenció il·legal
Va ser un dels trenta-cinc alts càrrecs del franquisme imputat per l'Audiència Nacional en el sumari instruït per Baltasar Garzón, pels delictes de detenció il·legal i crims contra la humanitat comesos durant la Guerra civil espanyola i en els primers anys del règim. No va ser processat en comprovar-se'n la defunció.